# ウミイグアナ
ウミイグアナ（Amblyrhynchus cristatus）は、有鱗目イグアナ科ウミイグアナ属に分類されるトカゲ。本種のみでウミイグアナ属を構成する。

## 分布
エクアドル（ガラパゴス諸島）固有種

## 形態
全長120 - 150センチメートル。頭胴長35 - 55センチメートル。頭部や頸部は太くて短い。頭部背面は瘤状に隆起する。頸部背面には12 - 20枚の刺状鱗（クレスト）が鬣状に並び、胴体背面から尾の先端にかけても頸部ほど大型ではないもののクレストが並ぶ。尾は側扁し、頭胴長の1.5倍に達する。これにより海中で大きな推進力を得ることができる。体色は緑がかった灰褐色で、気温が高いと明色・気温が低いと暗色になる傾向がある。暗い体色は体温を上げるのに役立ったり、周囲の岩礁に似た保護色になると考えられている。
眼と鼻孔の間に体内に溜まった塩分を排出する腺を持つ。四肢や指趾は頑丈で、指趾には長く鋭い爪が生える。これにより海底の岩に爪を引っ掛けることで体を固定し、速い海流内でも採食を行うことができる。

## 分類
イグアナ科内ではリクイグアナ属に近縁と考えられている。
7亜種に分かれる。以下の分類・分布はIUCN(2004)およびThe Reptile Database(2016)に、和名は千石(2009)に従う。
Amblyrhynchus cristatus cristatus Bell, 1825 フェルナンディウミイグアナ
フェルナンディナ島
Amblyrhynchus cristatus albemarlensis Eibl-Eibesfeldt, 1962
イサベラ島
Amblyrhynchus cristatus hassi Eibl-Eibesfeldt, 1962
サンタクルス島
Amblyrhynchus cristatus mertensi Eibl-Eibesfeldt, 1962 サンチャゴウミイグアナ
サン・クリストバル島、サンチャゴ島
Amblyrhynchus cristatus nanus Garman, 1892
ヘノベサ島
Amblyrhynchus cristatus sielmanni Eibl-Eibesfeldt, 1962
ピンタ島
Amblyrhynchus cristatus venustissimus Eibl-Eibesfeldt, 1956 エスパニョラウミイグアナ
エスパニョラ島
赤、青緑色の斑紋が入る。

## 生態
岩礁海岸に生息する。ガラパゴス諸島周辺の海域は寒流で海水温が低いため、海から上がると日光浴をして体温を上げる。体温が上がりすぎると岩影や木陰に避難する。四肢を胴体にくっつけて、尾をくねらせて泳ぐ。危険を感じると鼻孔に溜まった塩分を吹きつけて威嚇する。
主に海藻を食べる。カニやアシカの糞、多肉植物を食べることもある。トカゲ類では本種のみ海中に潜水しながら採食を行う。海中の岩に付着した海藻を潜水しながら食べる。幼体やメスは浅瀬や干潮時の潮間帯で採食を行うことが多い。捕食者としてガラパゴスノスリや、幼体ではイワカモメが挙げられる。
繁殖形態は卵生。1 - 2月にオス同士で縄張りをめぐって頭部を押し付けあい儀式的に争う。1-4月に砂地に穴を掘って、1回に1 - 6個の卵を産む。

## 人間との関係
- 大航海時代には食用とされたこともあった[6]。

- 食用の乱獲により生息数は激減した[6]。ガラパゴス諸島は国立公園に指定されて生息数が増加したため、絶滅の危険性は低いと考えられている[6]。一方で分布が限定的で、人為的に移入された動物、エルニーニョや石油流出（2001年に発生）による大量死が懸念されている[2]-。

A. c. cristatus、A. c. albemarlensis、A. c. hassi、A. c. sielmanni、A. c. venustissimus
VULNERABLE (IUCN Red List Ver. 3.1 (2001))

A. c. mertensi、A. c. nanus
ENDANGERED (IUCN Red List Ver. 3.1 (2001))

- 日本では、体験型動物園IZooでのみ飼育しているが、飼育環境を整えるために2016年3月14日から一般公開を一時休止している。
- 地球温暖化の影響により、餌である海藻が減少したために海岸に住み着いたオスのウミイグアナが、メスのリクイグアナと交配し、生殖機能のないハイブリッドイグアナが新たに生まれている。（詳しくはハイブリッドイグアナを参照）

## 画像

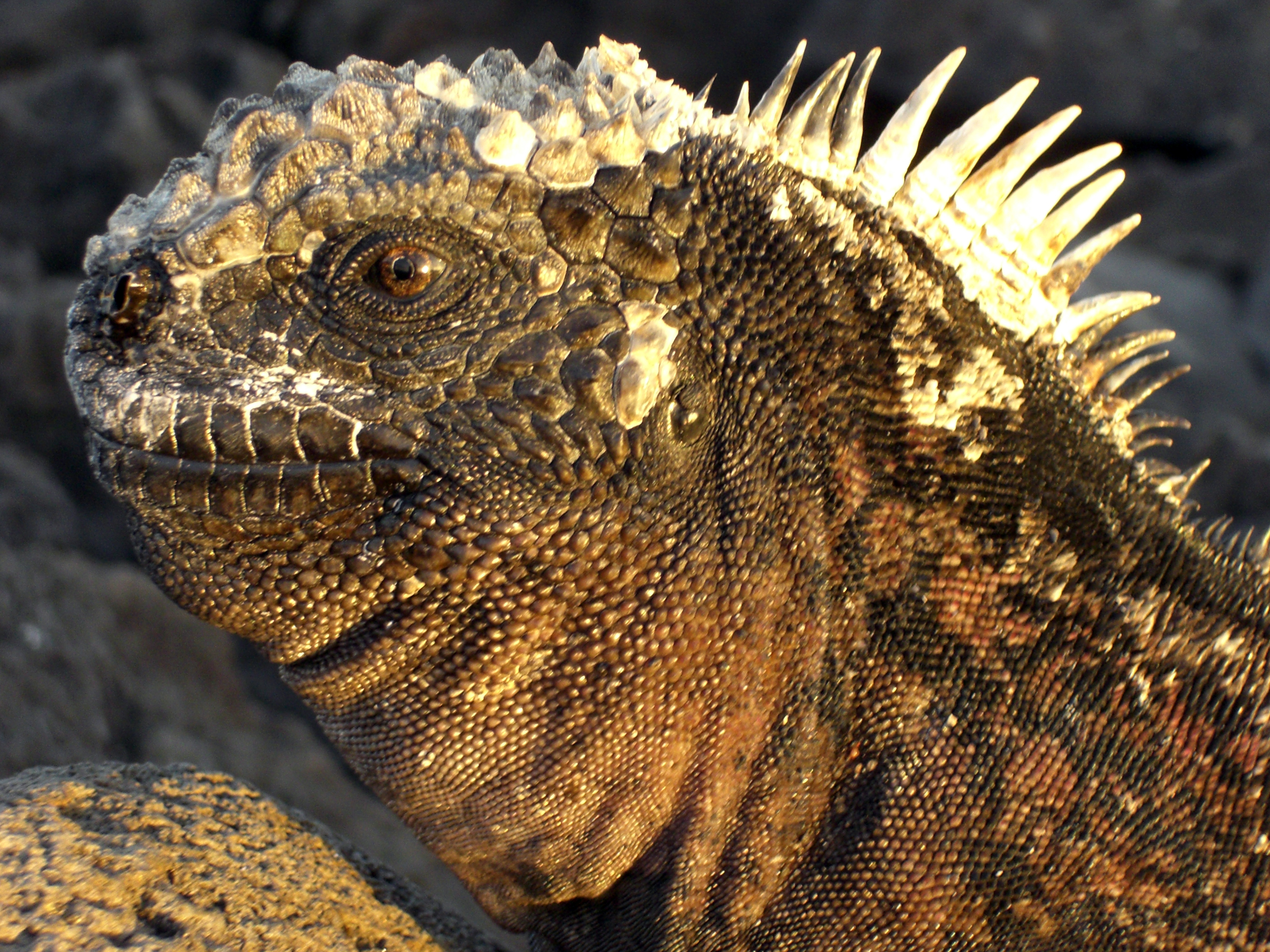
頭部
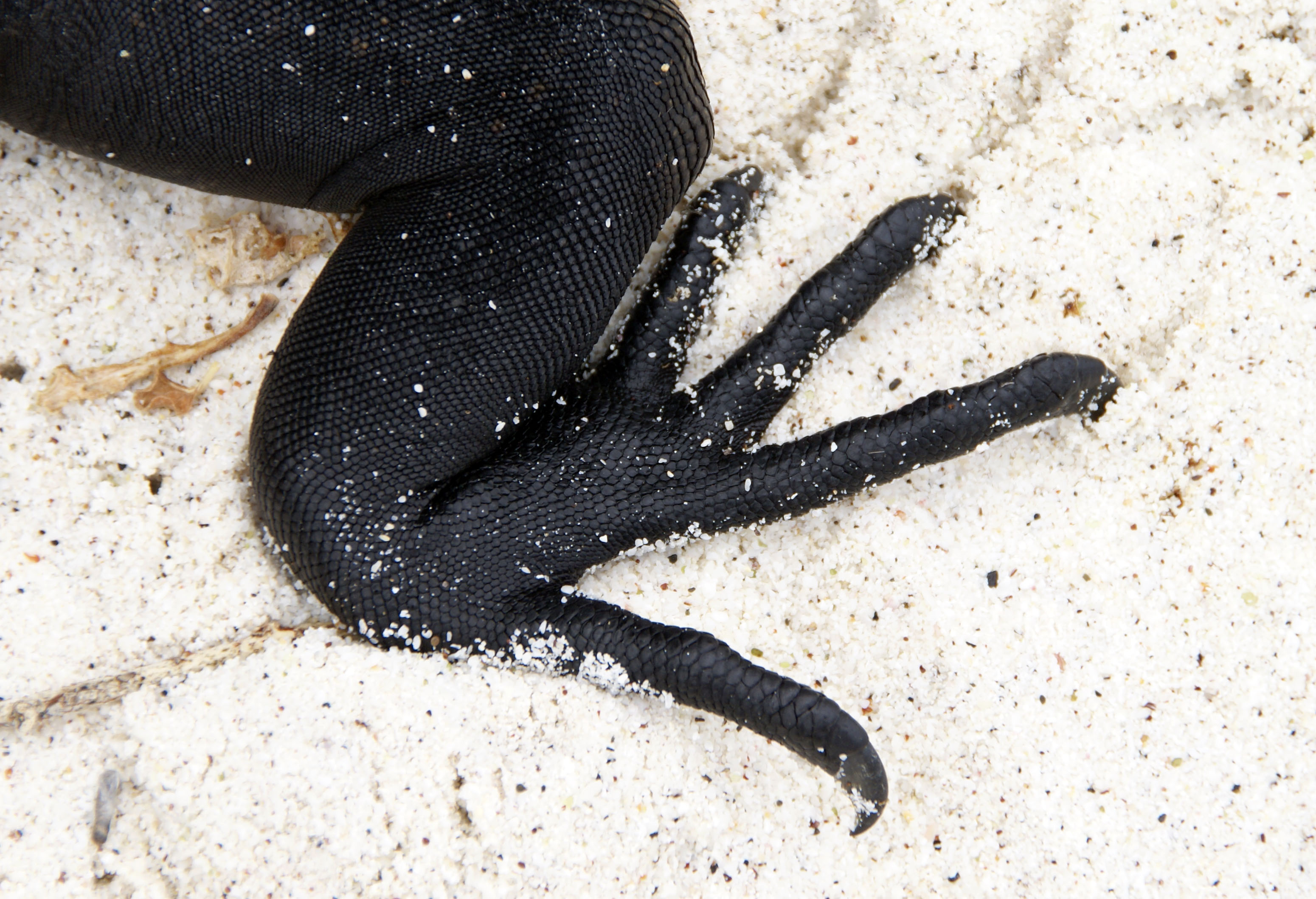
四肢
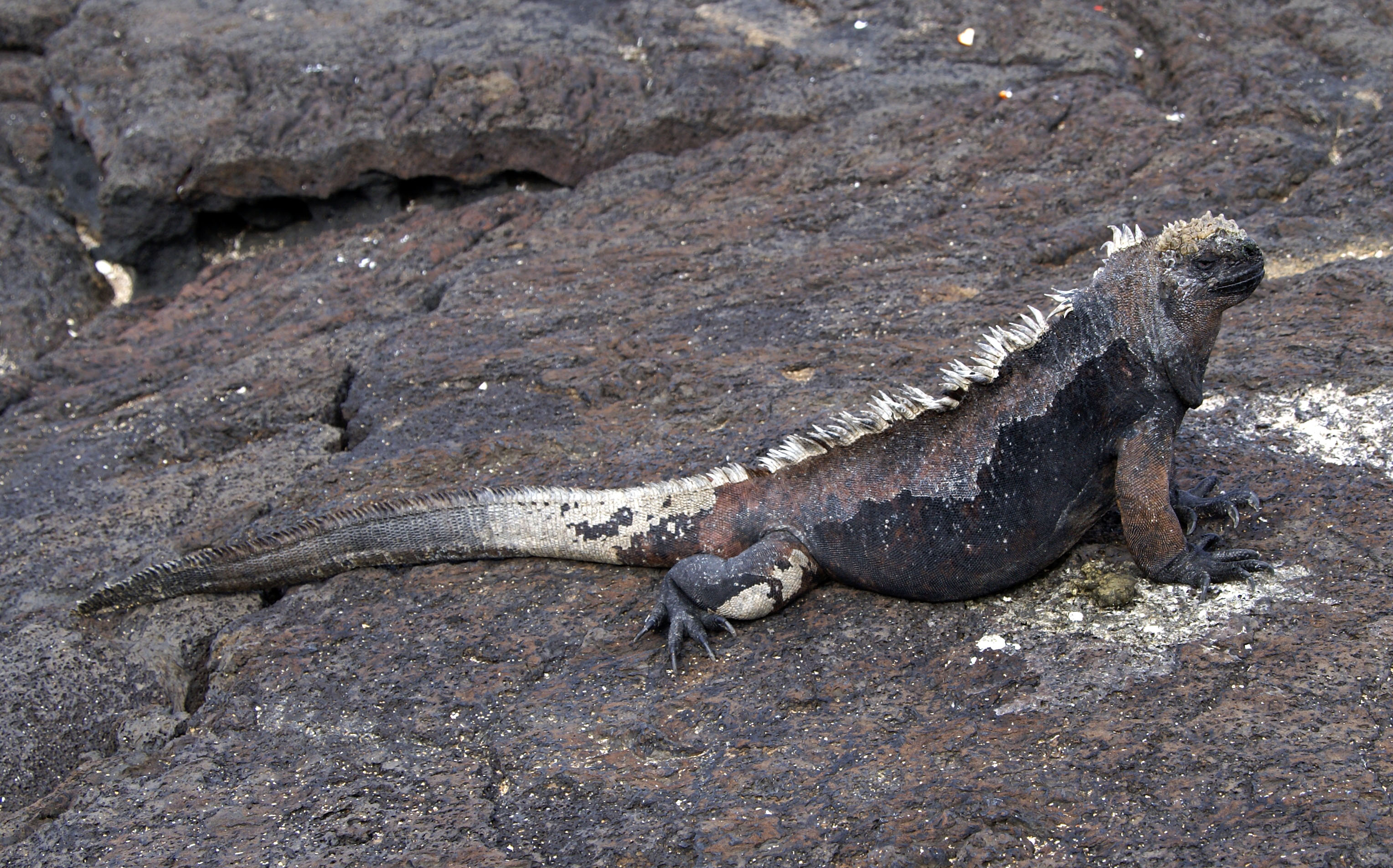
亜種サンチャゴウミイグアナ A. c. mertensi
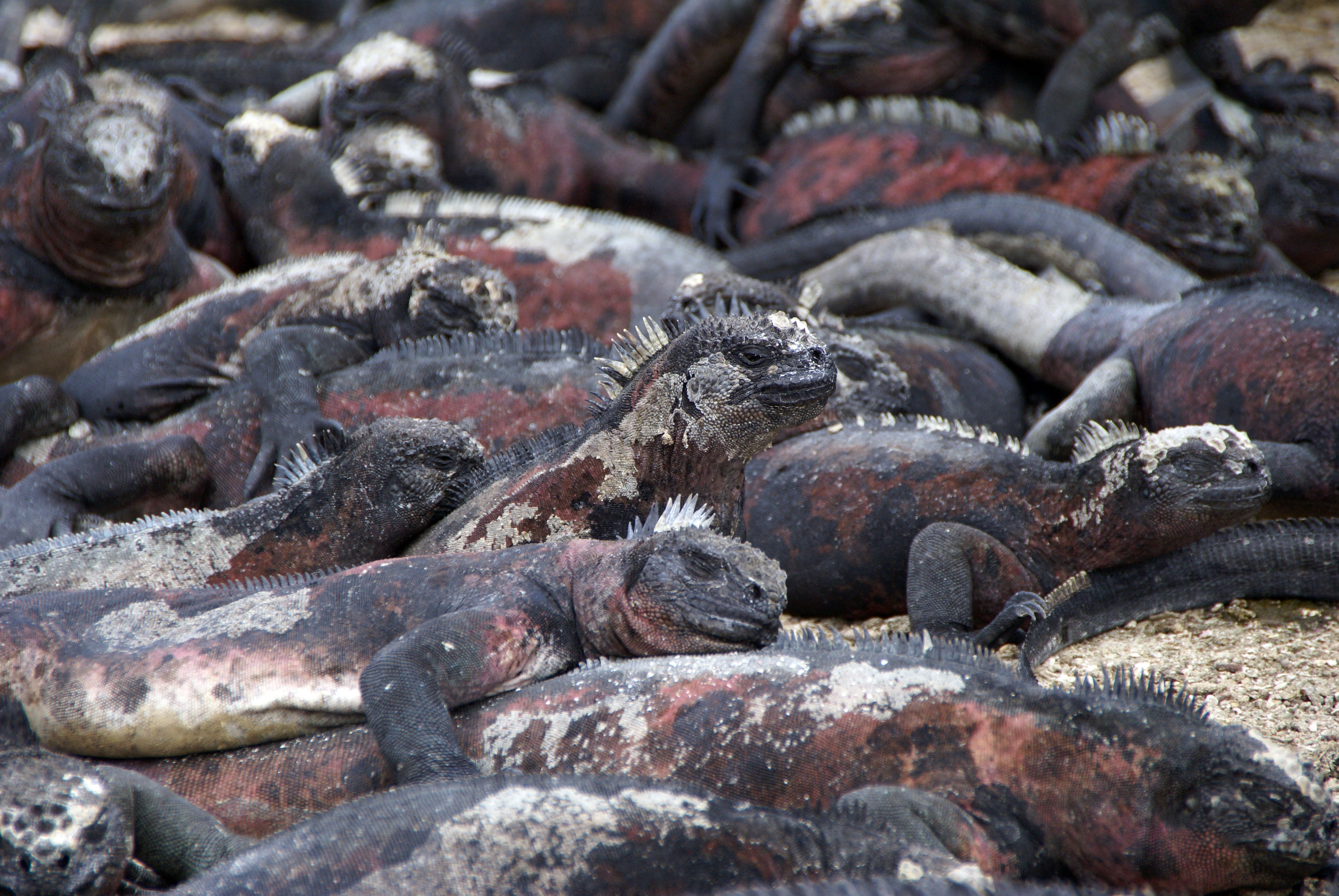
亜種エスパニョラウミイグアナ A. c. venustissimus
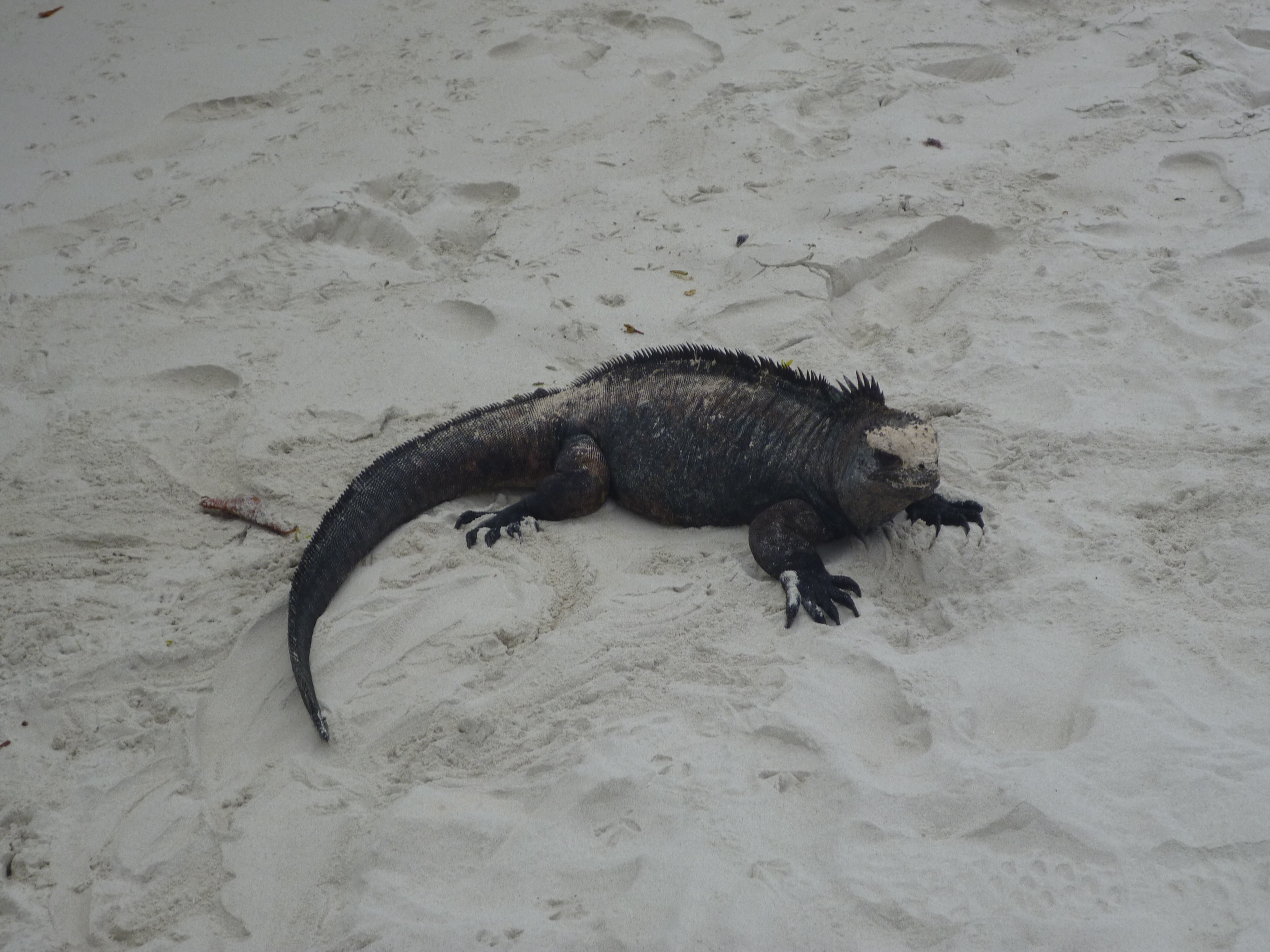
サンタ・クルス島_(ガラパゴス)(Amblyrhynchus cristatus)
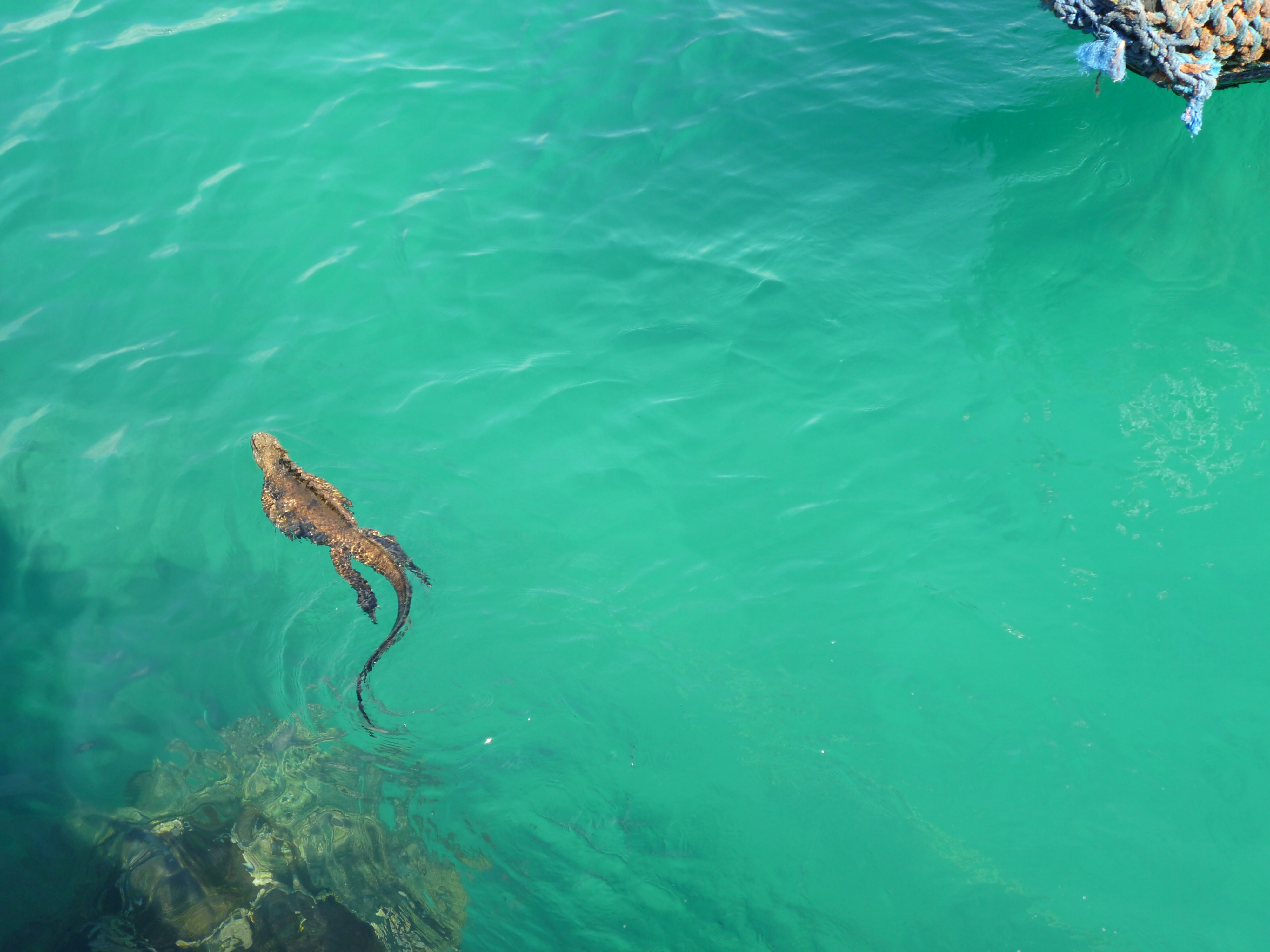
ウミイグアナ  サンタ・クルス島 (ガラパゴス)(Amblyrhynchus cristatus)